# Tephrosia onobrychoides
Tephrosia onobrychoides är en ärtväxtart som beskrevs av Thomas Nuttall. Tephrosia onobrychoides ingår i släktet Tephrosia och familjen ärtväxter. IUCN kategoriserar arten globalt som livskraftig. Inga underarter finns listade i Catalogue of Life.